# Ctimene tricinctaria
Ctimene tricinctaria là một loài bướm đêm trong họ Geometridae.

## Hình ảnh

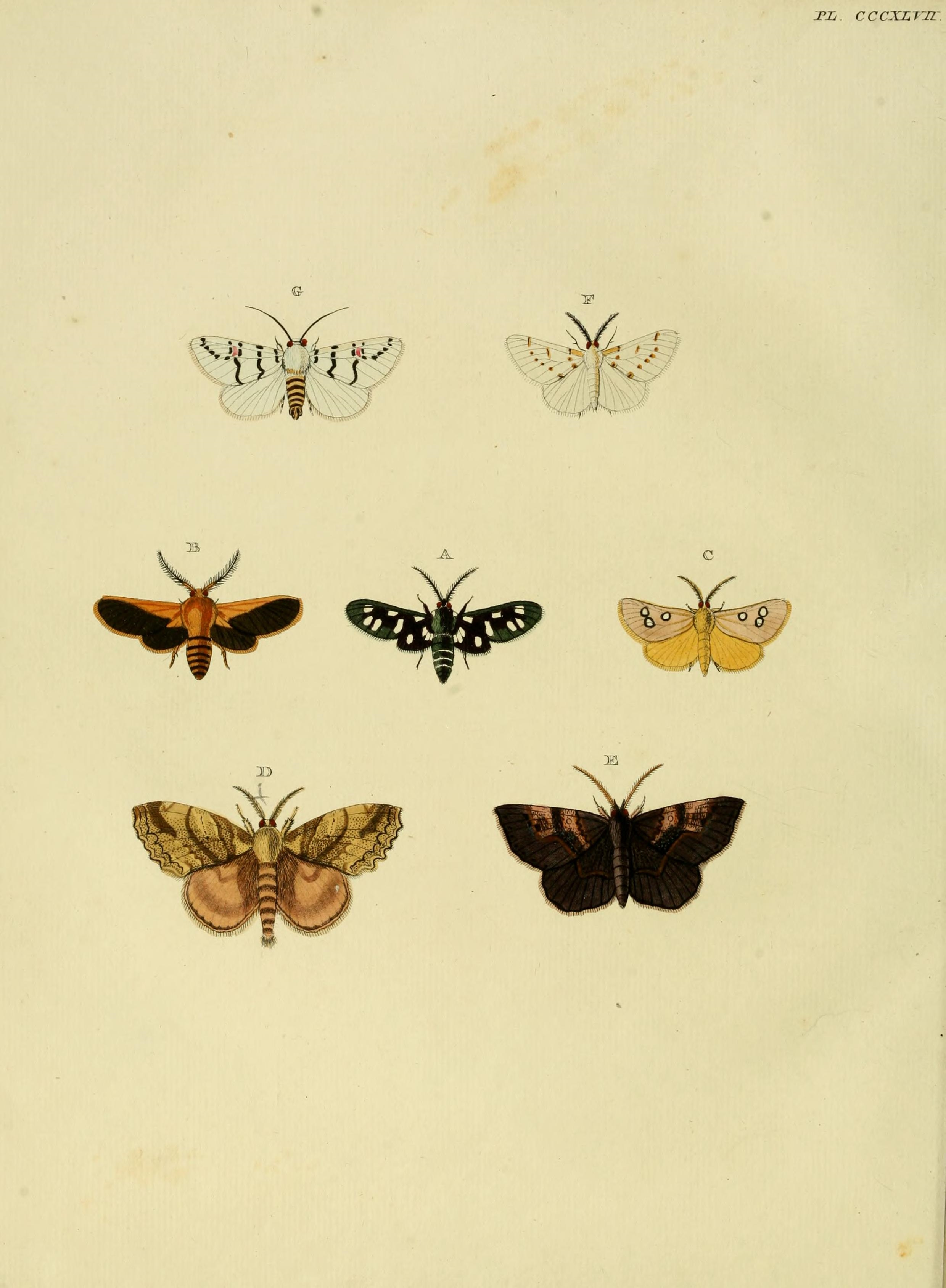